# Carol J. Adams

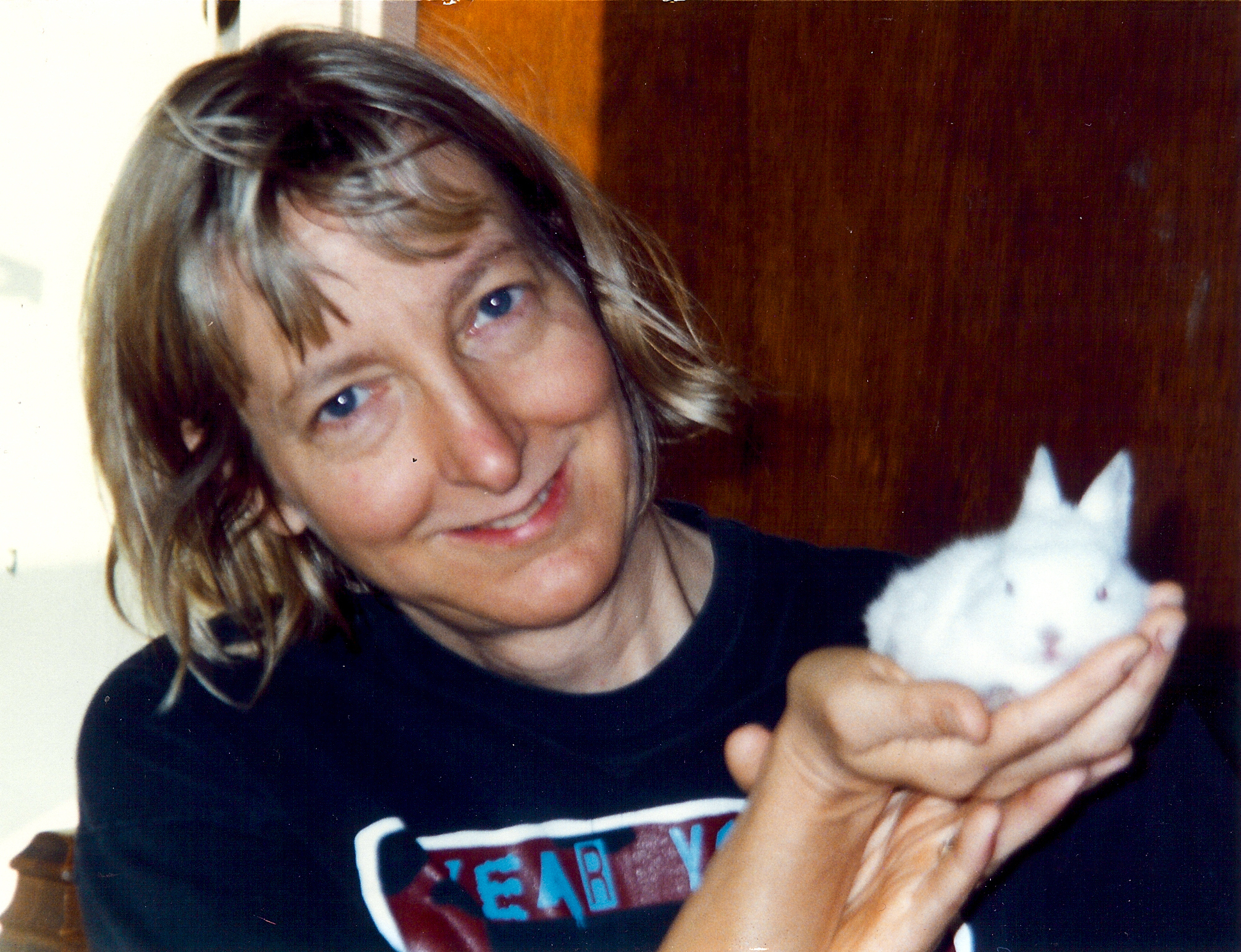
Carol Adams mit dem Kaninchen Snowball

Carol J. Adams (* 1951 in den USA) ist eine US-amerikanische Autorin und Aktivistin mit den Themenschwerpunkten Feminismus und Tierrechte/Tierethik.

## Leben
Als Studentin war Adams in einer Gruppe aktiv, die dazu beitrug, das Fach Women’s Studies an der University of Rochester einzuführen. 1972 schloss sie ihr Studium an der University of Rochester mit einem B.A. ab, 1976 folgte dann der Abschluss in Theologie an der Yale Divinity School mit einem Master of Divinity. Von Ende der 1970er bis 1987 war sie Direktorin der Chautauqua County Rural Ministry, einer christlich-ökumenischen Vereinigung von Sozialarbeitern für die Regionen Dunkirk und New York City. Sie ist in Mitglied der Presbyterianischen Kirche von Dallas (Texas) und ist verheiratet mit Pfarrer Bruce Buchanan.

## Thesen
Adams entwickelte einen ökofeministischen Ansatz in der Tierethik, der auch Elemente postmoderner Theorie und kritischer Theorie integriert. Sie analysiert die Mensch-Tier-Beziehung, indem sie nach Tieren oder Bildern von Tieren in kulturellen Diskursen sucht.
Ihre zentrale These ist dabei, dass Tiere von den gegenwärtigen westlichen Kulturen zu „abwesenden Referenten“ (absent referent) gemacht werden. Damit meint sie, dass Menschen zwar dauernd mit kulturellen Fragmenten von Tieren – vorwiegend deren tote Körper in Form von Fleisch – interagieren, aber die Referenten, also die Gemeinten oder die lebenden tierischen Subjekte in dieser Interaktion abwesend gemacht worden seien. Die meisten Bezüge auf Tiere in der Kultur haben mit (er)lebenden Tieren nichts mehr zu tun. Tiere werden objektifiziert, (das heißt Tierkörper werden in ihrer Subjektivität enteignet und zu Objekten gemacht) fragmentiert (d. h. in Teile zerlegt, um das Subjekt unkenntlicher zu machen) und konsumiert. (d. h. einer Logik unterzogen, in der Tiere in erster Linie Mittel zu Zwecken sind und in der ein den Tieren eigener Wert verneint wird). Gegenwärtige Diskurse über Tiere verleugnen so nicht nur ihren inhärenten Wert, sondern auch ihre Existenz als Subjekte als solche.
In der so beschriebenen Struktur von Unterdrückung von Tieren und Gewalt gegen Tiere sieht Adams sehr starke Verbindungen und Analogien zur Unterdrückung von Frauen. Sie entwickelt daraus die Forderung an eine feministische Ethik, diesen Analogien Rechnung zu tragen. Im deutschsprachigen Raum wird diese These unter dem Begriff der Intersektionalität bzw. Unity of Oppression (In Anlehnung an die Selbstbezeichnung der Tripple-Oppression-Ansätze) untersucht.
Als emanzipatorische Praxis für Tiere und Frauen schlägt sie vor, die abwesenden Referenten in den Diskursen durch Interventionen (wieder) sichtbar zu machen. Mittel dazu sind für sie antisexistische bzw. antispeziesistische kulturelle Praxen beim Erstellen von Texten, Filmen etc. sowie eine gelebte und eingeforderte vegetarische Kultur.
Bei der Entwicklung ihrer Ethik stellt sich Adams in die Tradition ökofeministischer Ansätze und kritisiert eine rationalistische Tendenz in der Ethik, die eine Neigung dazu habe, Argumente zu universalisieren und Emotionalität dabei geringzuschätzen. Anstelle sich ausschließlich auf Abstraktion zu stützen, solle Ethik auch eigene Erfahrungen und Geschichten als valide Motivation für das Einnehmen einer moralischen Positionen zulassen. Ethik soll hiernach auch beginnen, den Einfluss von kulturellen Diskursen auf die ethischen Vorstellungen von Menschen wahrzunehmen und dort nötigenfalls kritisierende/dekonstruktivistische Positionen einnehmen.

## Trivia
Die Band Consolidated widmete Adams auf ihrem Album Friendly Fasci$m den nach ihrem wohl populärsten Buch benannten Song The Sexual Politics of Meat.

## Schriften
Deutschsprachige Ausgaben
- Zum Verzehr bestimmt: Eine feministisch-vegetarische Theorie, Guthmann-Peterson (September 2002) ISBN 3-900782-14-8

Originale
- The Sexual Politics of Meat: A Feminist-Vegetarian Critical Theory. Continuum, 1990. ISBN 0-8264-0455-3
- Ecofeminism and the Sacred. Continuum, 1993. ISBN 0-8264-0586-X
- Neither Man nor Beast: Feminism and the Defense of Animals. Continuum, 1994. ISBN 0-8264-0670-X
- Woman-battering: Creative pastoral care and counseling series. Fortress Press, 1994. ISBN 0-8006-2785-7
- with Marie M. Fortune. Violence against Women and Children: A Christian Theological Sourcebook. Continuum, 1995.
- with Josephine Donovan. Animals and women: Feminist theoretical explorations. Duke University Press, 1995. ISBN 0-8223-1667-6
- The inner art of vegetarianism: Spiritual practices for body and soul. Lantern Books, 2000. ISBN 1-930051-13-1
- Journey to gameland: How to make a board game from your favorite children’s book. Lantern Books, 2001. ISBN 1-930051-51-4
- with Howard Williams. The ethics of diet: A catena of authorities deprecatory of the practice of flesh-eating. University of Illinois Press, 2003. ISBN 0-252-07130-1
- Help! My child stopped eating meat!: An A-Z guide to surviving a conflict in diets. Continuum 2004. ISBN 0-8264-1583-0
- Pornography of Meat. Continuum, 2004. ISBN 0-8264-1646-2
- Prayers for Animals. Continuum, 2004. ISBN 0-8264-1651-9
- God listens when you’re sad: Prayers when your animal friend is sick or dies. Pilgrim Press, 2005. ISBN 0-8298-1667-4
- God listens to your love : prayers for living with animal friends. Pilgrim Press, 2005. ISBN 0-8298-1665-8
- God listens to your care : prayers for all the animals of the world. Pilgrim Press, 2006. ISBN 0-8298-1666-6
- with Douglas Buchanan and Kelly Gesch. Bedside, bathtub and armchair companion to Frankenstein. Continuum, 2007. ISBN 0-8264-1824-4
- The Feminist Care Tradition in Animal Ethics: A Reader. Columbia University Press, 2007. ISBN 978-0-231-14038-6
- How to eat like a vegetarian even if you never want to be one: More than 250 shortcuts, strategies, and simple solutions. Lantern Books, 2008. ISBN 978-1-59056-137-9
- Living among meat eaters: The vegetarians’ survival handbook. Lantern Books, 2008. ISBN 978-1-59056-116-4